# نافع بن عمر الجمحي
نافع بن عمر بن عبد الله بن جميل بن عامر بن حذيم بن سلامان بن ربيعة بن سعد بن جمح الجمحي المكي. توفي حوالي عام 169 هـ. أحد العلماء ومن رواة الحديث عند أهل السنة والجماعة.

## أقوال العلماء فيه
- قال عبد الرحمن بن مهدي: «كان من أثبت الناس».[4]
- وقال أحمد بن حنبل: «ثبت ثبت صحيح الحديث».[4]
- وقال إسحاق بن منصور عن يحيى بن معين: «ثقة».[2]
- وكذلك قال النسائي.[2]
- وقال ابن أبي حاتم: سألت أبي عنه، فقال: «ثقة».[5]
- قال الذهبي: «الحافظ الإمام الثبت».[5]

## شيوخه وتلاميذه
- شيوخه ومن روى عنهم:

روى عن ابن أبي مليكة وسعيد بن حسان الحجازي وسعيد بن أبي هند وعبد الملك بن أبي محذورة وأبي بكر بن أبي شيخ السهمي وبشر بن عاصم الثقفي وأمية بن صفوان بن عبد الله بن صفوان الجمحي وغيرهم.
- تلاميذه ومن روى عنه:

روى عنه عبد الرحمن بن مهدي ووكيع ويحيى القطان وعبد الله بن المبارك ويزيد بن هارون ويونس بن محمد ومحمد بن بشر العبدي وأبو أسامة ومؤمل بن إسماعيل ويحيى بن أبي زائدة وأبو هشام المخزومي وموسى بن داود الضبي ومحرز بن سلمة المدني وخلاد بن يحيى وأبو نعيم والفريابي وسبرة بن صفوان وداود بن عمرو الضبي وآخرون.